# Mayumbella atriceps
Mayumbella atriceps är en insektsart som först beskrevs av Lucien Chopard 1934.  Mayumbella atriceps ingår i släktet Mayumbella och familjen syrsor. Inga underarter finns listade i Catalogue of Life.